# 哈尔扇趾虎属
哈尔扇趾虎属（学名：Haemodracon）是叶趾虎科的一属。

## 下属物种
本属包括以下物种：
- Haemodracon riebeckii (Peters, 1882)
- Haemodracon trachyrhinus (Boulenger, 1899)